# お先に失礼
「お先に失礼」（おさきにしつれい）は、おニャン子クラブ5枚目のシングルとして1986年7月21日にキャニオン・レコード（現・ポニーキャニオン）から発売された。

## 解説
東宝映画『おニャン子ザ・ムービー 危機イッパツ!』テーマソング・1986年フジテレビ夏キャンペーンソング。
メイン・ボーカルは、富川春美・岩井由紀子・布川智子・渡辺満里奈。
本作から「セーラー服を脱がさないで」以来のメインボーカルが全員抜け、次世代のメンバーにシフトした。
B面「プリントの夏」は内海和子のソロ楽曲。

## 収録曲
全作詞:秋元康
1. お先に失礼
  - 作曲・編曲:後藤次利
2. プリントの夏
  - 作曲・編曲:佐藤準

## 収録作品
- 家宝 (#1)
- おニャン子クラブ ベスト (#1)
- おニャン子クラブA面コレクション Vol.2 (#1)
- おニャン子クラブB面コレクション Vol.2 (#2)
- MYこれ!クション おニャン子クラブBEST (#1)
- 「おニャン子クラブ」SINGLESコンプリート
- Myこれ!チョイス 14 「夢カタログ」+シングルコレクション
- おニャン子クラブ大全集 for HiQualityCD 上・下巻 限定CD-BOX